# San Bernardo (Nariño)
San Bernardo es un municipio colombiano ubicado en el departamento de Nariño. Se sitúa a 75 kilómetros de San Juan de Pasto, la capital del departamento. El municipio fue erigido en 1992, correspondiendo anteriormente a San José de Albán.

## Geografía
Ubicación
El municipio de San Bernardo se encuentra localizado en un área de influencia del macizo Colombiano entre los cerros: Helechal y Pico Chaqué, que hacen de esta tierra propicia para diversidad de cultivos, el municipio pertenece a la subregión del río Mayo el cual se encuentra influenciado por las cuencas hidrográficas del río Mayo al norte y por el sur con el Río Juanambú.
Su altura oscila entre los 1800 y 3200 m s. n. m., y una temperatura promedio de 18 °C, gozando de diversos pisos térmicos que dan alegría a su paisaje y productividad al campo.

### Término municipal
Limita al norte con los municipios de Belén y la Cruz, al oriente con el municipio del Tablón de Gómez, de occidente con el municipio de San Pedro de Cartago y con el municipio de San José de Albán por el sur.
gastronomía: Arepas de maíz trillado, mazamorra, envueltos y sopas. Tienen, también, platos como el tacado de guineo con espinazo y dulce cortado, que deleitan a quienes visitan este bello Municipio.

## División Político-Administrativa
Además de su Cabecera municipal. San Bernardo tiene bajo su jurisdicción los siguientes Centros poblados:
- La Vega
- Pueblo Viejo

## Política
En 2019 se destacó al estar entre los 10 municipios con menor abstencionismo electoral, quedando en el sexto lugar para la elección de alcalde con una participación del 90,01% de los potenciales sufragantes en los comicios y en el quinto lugar para la elección de concejales municipales al participar el 89,71% del padrón electoral.